# Galderse Meren
De Galderse Meren is een gebied van recreatieplassen ten zuiden van Breda. Tussen de twee plassen loopt de A58, vlakbij ligt het Mastbos en de Galderse Heide. De grootste en oudste plas ligt ten zuiden van de snelweg. Het gebied is genoemd naar het nabijgelegen dorp Galder.
De plassen zijn begin jaren 70 ontstaan als gevolg van zandwinning ten behoeve van de snelweg A16/E19 van Breda naar Antwerpen. In de jaren 80 is er nog zand gewonnen voor het deel van de A58 tussen knooppunt Sint Annabosch en knooppunt Galder. In de noordplas is zand gewonnen ten behoeve van woningbouw in Breda-Noord. De laatste zandwinning vond plaats in 1995.
Het gebied is bedoeld om te zwemmen, suppen en te windsurfen en er zijn enkele stranden omringd door bomen. Ook is er een duikstek voor de duiksport. In het water zijn voor de duiksport diverse objecten geplaatst zoals; een autowrak, een onderwaterplatform, een toiletpot en een badkuip.
In het begin was het officieel verboden gebied, vanwege 'gevaar', maar dit werd massaal genegeerd. Vanaf het eind van de jaren zeventig heeft de gemeente Breda het gebied ontwikkeld als recreatiegebied. 
Tot eind jaren 70 werd er met speedboten gevaren, o.a. om te waterskiën, maar dit is eind jaren 70 verboden, en sindsdien is het verboden voor gemotoriseerde vaartuigen. Dit viel toevallig samen met de opkomst van windsurfen, en veel waterskiërs zijn toen op de surfplank overgestapt. Het windsurfen was in de jaren 80 bijzonder populair op de grote plas.
De noordoostelijke hoek van de oudste grote plas was in de jaren zeventig in Breda vermaard, omdat het werd gebruikt voor naaktrecreatie. Textielrecreanten keken met verrekijkers naar de naaktrecreanten. Dit is nog altijd het officiële naaktstrand.
Op 12 juni 2011 is de gemeente Breda een proef gestart met betaald parkeren. Vanaf die datum moest men 7 euro per auto betalen, maar dan wel wanneer MeteoConsult drie dagen eerder voorspelde dat het de betreffende dag 21 graden of meer zou worden. Met ingang van 12 juli 2014 ging het parkeertarief bij de Galderse Meren tijdelijk omlaag naar € 3,00 per keer. De gemeente liep hiermee vooruit op een definitieve tariefsverlaging in 2015. Betaald parkeren geldt bij de Galderse Meren in principe dagelijks tijdens het recreatieseizoen, van 1 april tot en met september. Sinds 2019 staan er parkeermeters en worden er regelmatig controles gedaan. 
Bij de kleinere plas ten noorden van de snelweg bevond zich een tot 2008 gedoogd naaktstrand. Begin 2009 besloot de gemeente Breda om recreatie bij de Noordplas niet meer te gedogen.
Tijdens het recreatieseizoen in lente en zomer gelden er extra regels voor bezoekers, honden en paarden zijn dan niet toegelaten. Er is tijdens die periode  een reddingsbrigade aanwezig en er zijn beperkte faciliteiten voor bezoekers.

## Waterkwaliteit
Het water heeft een vrij hoge zuurtegraad en bevat glauconiet, waardoor er geen algengroei mogelijk is en andere plantengroei zeldzaam is. Waterdieren vinden dan ook nauwelijks voedsel en het zicht onder water is tientallen meters. Door het glauconiet is het water tropisch blauw van kleur.